# پل تجن
پل گردن (قطار) ساری مربوط به دوره پهلوی است و در ساری، داخل شهر، ابتدای جاده گرگان واقع شده و این اثر در تاریخ ۸ مرداد ۱۳۵۴ با شمارهٔ ثبت ۱۵۳۶ به‌عنوان یکی از آثار ملی ایران به ثبت رسیده‌است.